# Fußball-Südostasienmeisterschaft 2021
Die Fußball-Südostasienmeisterschaft 2021 (offiziell AFF Championship 2021, aus Sponsorengründen auch AFF Suzuki Cup 2021 genannt) war die dreizehnte Austragung des Turniers und fand vom 5. Dezember 2021 bis zum 1. Januar 2022 in Singapur statt. Die Endrunde sollte ursprünglich vom 23. November bis 31. Dezember 2020 stattfinden. Das Turnier wurde jedoch aufgrund der COVID-19-Pandemie verschoben und neu angesetzt.
Zehn Mannschaften aus dem südostasiatischen Raum spielten um den Titel des Südostasienmeisters. Titelverteidiger war Vietnam.

## Modus
Die zehn Teilnehmer wurden in zwei Gruppen mit jeweils fünf Mannschaften eingeteilt. Der Gruppensieger und der Zweitplatzierte erreichten das Halbfinale, die Gewinner der Halbfinalspiele trugen das Finale aus. Das Halbfinale und das Finale wurde jeweils in Heim- und Auswärtsspiel ausgetragen. Ein Spiel um den dritten Platz fand nicht statt.
Jede Mannschaft durfte in der Vorbereitung bis zu fünfzig Akteure einsetzen, musste aber vor Turnierbeginn einen Kader von 23 Spielern bekanntgeben.

## Qualifikation
Neun Teams qualifizierten sich automatisch für das Endturnier der AFF-Meisterschaft; sie wurden auf der Grundlage ihrer Leistung der letzten beiden Ausgaben in ihre jeweiligen Töpfe eingeteilt. Brunei und Osttimor, die die beiden leistungsschwächsten Teams waren, sollten ein Spiel bestreiten, bei dem sich der Gewinner einen Platz für das Endturnier sichert, aber Brunei zog sich unter Berufung auf die COVID-19-Pandemie zurück. Australien, seit 2013 Mitglied, nahm nicht am Turnier teil.
Aufgrund der Nichteinhaltung der Bedingungen der Welt-Anti-Doping-Agentur (WADA) durften Thailand und Indonesien nicht mit ihren Nationalflaggen vertreten sein.

## Endrunde

### Qualifizierte Mannschaften
| Mannschaft  | Teilnahmen | bestes Ergebnis                     |
| ----------- | ---------- | ----------------------------------- |
| Indonesien  | 13         | Finalist                            |
| Kambodscha  | 8          | Gruppenphase                        |
| Laos        | 12         | Gruppenphase                        |
| Malaysia    | 13         | Sieger 2010                         |
| Myanmar     | 13         | Halbfinale                          |
| Osttimor    | 3          | Gruppenphase                        |
| Philippinen | 12         | Halbfinale                          |
| Singapur    | 13         | Sieger 1998, 2004, 2007, 2012       |
| Thailand    | 13         | Sieger 1996, 2000, 2002, 2014, 2016 |
| Vietnam     | 13         | Sieger 2008, 2018                   |

### Spielorte
Die folgenden beiden Stadien wurden als Spielorte des Turniers ausgewählt:
- National Stadium (55.000 Plätze)
- Bishan Stadium (6.254 Plätze)

### Auslosung
Die Auslosung fand virtuell am 21. September 2021 in Singapur statt.

### Gruppe A
Die ersten neun Gruppenspiele fanden im National Stadium und das letzte im Bishan Stadium statt.
| Pl. | Land        | Sp. | S | U | N | Tore    | Diff. | Punkte |
| --- | ----------- | --- | - | - | - | ------- | ----- | ------ |
| 1.  | Thailand    | 4   | 4 | 0 | 0 | 010:100 | +9    | 12     |
| 2.  | Singapur    | 4   | 3 | 0 | 1 | 007:300 | +4    | 09     |
| 3.  | Philippinen | 4   | 2 | 0 | 2 | 012:600 | +6    | 06     |
| 4.  | Myanmar     | 4   | 1 | 0 | 3 | 004:100 | −6    | 03     |
| 5.  | Osttimor    | 4   | 0 | 0 | 4 | 000:130 | −13   | 0      |

| 5. Dezember 2021  |   |             |           |
| Osttimor          | – | Thailand    | 0:2 (0:0) |
| Singapur          | – | Myanmar     | 3:0 (3:0) |
| 8. Dezember 2021  |   |             |           |
| Myanmar           | – | Osttimor    | 2:0 (1:0) |
| Philippinen       | – | Singapur    | 1:2 (0:0) |
| 11. Dezember 2021 |   |             |           |
| Osttimor          | – | Philippinen | 0:7 (0:6) |
| Thailand          | – | Myanmar     | 4:0 (1:0) |
| 14. Dezember 2021 |   |             |           |
| Philippinen       | – | Thailand    | 1:2 (0:1) |
| Singapur          | – | Osttimor    | 2:0 (1:0) |
| 18. Dezember 2021 |   |             |           |
| Thailand          | – | Singapur    | 2:0 (2:0) |
| Myanmar           | – | Philippinen | 2:3 (0:3) |

### Gruppe B
Die ersten neun Gruppenspiele fanden im Bishan Stadium und das letzte im National Stadium statt.
| Pl. | Land       | Sp. | S | U | N | Tore    | Diff. | Punkte |
| --- | ---------- | --- | - | - | - | ------- | ----- | ------ |
| 1.  | Indonesien | 4   | 3 | 1 | 0 | 013:400 | +9    | 10     |
| 2.  | Vietnam    | 4   | 3 | 1 | 0 | 009:000 | +9    | 10     |
| 3.  | Malaysia   | 4   | 2 | 0 | 2 | 008:800 | ±0    | 06     |
| 4.  | Kambodscha | 4   | 1 | 0 | 3 | 006:110 | −5    | 03     |
| 5.  | Laos       | 4   | 0 | 0 | 4 | 001:140 | −13   | 0      |

| 6. Dezember 2021  |   |            |           |
| Kambodscha        | – | Malaysia   | 1:3 (0:1) |
| Laos              | – | Vietnam    | 0:2 (0:1) |
| 9. Dezember 2021  |   |            |           |
| Malaysia          | – | Laos       | 4:0 (2:0) |
| Indonesien        | – | Kambodscha | 4:2 (3:1) |
| 12. Dezember 2021 |   |            |           |
| Laos              | – | Indonesien | 1:5 (1:2) |
| Vietnam           | – | Malaysia   | 3:0 (2:0) |
| 15. Dezember 2021 |   |            |           |
| Kambodscha        | – | Laos       | 3:0 (2:0) |
| Indonesien        | – | Vietnam    | 0:0       |
| 19. Dezember 2021 |   |            |           |
| Vietnam           | – | Kambodscha | 4:0 (2:0) |
| Malaysia          | – | Indonesien | 1:4 (1:2) |

### Halbfinale
Die Hinspiele fanden am 22. und 23. Dezember 2021, die Rückspiele am 25. und 26. Dezember 2021 statt. Alle vier Begegnungen wurden im National Stadium ausgetragen.
|          | Gesamt |            | Hinspiel  | Rückspiel            |
| -------- | ------ | ---------- | --------- | -------------------- |
| Singapur | 3:5    | Indonesien | 1:1 (0:1) | 2:4 n. V. (2:2, 1:1) |
| Vietnam  | 0:2    | Thailand   | 0:2 (0:2) | 0:0                  |

### Finale
Das Hinspiel fand am 29. Dezember 2021, das Rückspiel am 1. Januar 2022 statt. Beide Begegnungen wurden im National Stadium ausgetragen.
|            | Gesamt |          | Hinspiel  | Rückspiel |
| ---------- | ------ | -------- | --------- | --------- |
| Indonesien | 2:6    | Thailand | 0:4 (0:1) | 2:2 (1:0) |

#### Hinspiel
| Paarung        | Indonesien – Thailand |
| Ergebnis       | 0:4 (0:1) |
| Datum          | 29. Dezember 2021 um 19:30 Uhr |
| Stadion        | Nationalstadion Singapur, Singapur |
| Zuschauer      | 6.290 |
| Schiedsrichter | Shukri Al-Hunfush ( Saudi-Arabien) |
| Tore           | 0:1 Chanathip Songkrasin (2.) 0:2 Chanathip Songkrasin (52.) 0:3 Supachok Sarachat (67.) 0:4 Bordin Phala (83.) |
| Indonesien     | Nadeo Argawinata – Fachruddin Aryanto (46. Elkan Baggott), Asnawi Mangkualam, Rachmat Irianto (46. I Kadek Agung Widnyana), Rizky Ridho – Alfeandra Dewangga, Edo Febriansah (46. Evan Dimas), Witan Sulaeman, Ricky Kambuaya (62. Egy Maulana Vikri) – Dedik Setiawan, Irfan Jaya (73. Ramai Rumakiek) Cheftrainer: Shin Tae-yong ( Südkorea)                              |
| Thailand       | Siwarak Tedsungnoen (75. Kawin Thamsatchanan) – Tristan Do, Philip Roller, Elias Dolah (39. Pokklaw Anan) – Chanathip Songkrasin (75. Worachit Kanitsribampen), Bordin Phala, Phitiwat Sukjitthammakul (61. Thitipan Puangchan), Supachok Sarachat, Kritsada Kaman, Weerathep Pomphan – Teerasil Dangda (61. Supachai Jaided) Cheftrainer: Alexandré Pölking ( Deutschland) |
| Gelbe Karten   | Setiawan (78.) – Dolah (34.), Do (80.) |

#### Rückspiel
| Paarung        | Thailand – Indonesien |
| Ergebnis       | 2:2 (0:1) |
| Datum          | 1. Januar 2022 um 19:30 Uhr |
| Stadion        | Nationalstadion Singapur, Singapur |
| Zuschauer      | 7.429 |
| Schiedsrichter | Ahmed Faisal Al-Ali ( Jordanien) |
| Tore           | 0:1 Ricky Kambuaya (7.) 1:1 Adisak Kraisorn (54.) 2:1 Sarach Yooyen (56.) 2:2 Egy Maulana Vikri (80.) |
| Thailand       | Siwarak Tedsungnoen – Theerathon Bunmathan, Narubadin Weerawatnodom, Pawee Tanthatemee (46. Weerathep Pomphan) – Chanathip Songkrasin , Sarach Yooyen (85. Jenphob Phokhi), Bordin Phala (71. Philip Roller) – Supachok Sarachat, Kritsada Kaman, Thanawat Suengchitthawon, (46. Phitiwat Sukjitthammakul), Teerasil Dangda (46. Adisak Kraisorn) Cheftrainer: Alexandré Pölking ( Deutschland) |
| Indonesien     | Nadeo Argawinata – Fachruddin Aryanto, Asnawi Mangkualam, Rachmat Irianto (74. Evan Dimas), Alfeandra Dewangga, Pratama Arhan – Witan Sulaeman, Egy Maulana Vikri, Ricky Kambuaya – Dedik Setiawan (59. Hanis Saghara Putra) (85. Syahrian Abimanyu), Ramai Rumakiek (59. Irfan Jaya) Cheftrainer: Shin Tae-yong ( Südkorea)                                                                    |
| Gelbe Karten   | Phala (33.), Pomphan (52.), Songkrasin (73.), Bunmathan (90.+3) – Bahar (73.) |

## Schiedsrichter
Hauptschiedsrichter:
- Ammar Ebrahim Mahfoodh
- Ahmed al-Ali
- Ahmad Ibrahim
- Kim Dae-yong
- Kim Hee-gon
- Nazmi Nasaruddin
- Qasim al-Hatmi
- Yaqoob Abdul Baki
- Saoud Ali al-Adba
- Shukri al-Hunfush
- Mohammed al-Hoish
- Ahmad A'Qashah

Schiedsrichterassistenten:
- Salman Ebrahim
- Nurhadi Sulchan
- Ahmand Mansour Samara Muhsen
- Hamzah Adel Abu-Obaid
- Park Kyun-yong
- Kang Dong-ho
- Saif Talib al-Ghafri
- Abu Bakar al-Amri
- Zahy Snaid al-Shammari
- Jasem Abdulla Yousef
- Faisal Nasser al-Qahtani
- Rawut Nakarit

## Torschützenliste
| Pl. | Name                 | Mannschaft  | Tore |
| --- | -------------------- | ----------- | ---- |
| 1.  | Safawi Rasid         | Malaysia    | 4    |
| 1.  | Bienvenido Marañón   | Philippinen | 4    |
| 1.  | Teerasil Dangda      | Thailand    | 4    |
| 1.  | Chanathip Songkrasin | Thailand    | 4    |
| 5.  | Irfan Jaya           | Indonesien  | 3    |
| 5.  | Ikhsan Fandi         | Singapur    | 3    |
| 5.  | Supachok Sarachat    | Thailand    | 3    |
| 8.  | Pratama Arhan        | Indonesien  | 2    |
| 8.  | Rachmat Irianto      | Indonesien  | 2    |
| 8.  | Evan Dimas           | Indonesien  | 2    |
| 8.  | Egy Maulana Vikri    | Indonesien  | 2    |
| 8.  | Witan Sulaeman       | Indonesien  | 2    |
| 8.  | Ezra Walian          | Indonesien  | 2    |
| 8.  | Chan Vathanaka       | Kambodscha  | 2    |
| 8.  | Kogileswaran Raj     | Malaysia    | 2    |
| 8.  | Htet Phyo Wai        | Myanmar     | 2    |
| 8.  | Amin Nazari          | Philippinen | 2    |
| 8.  | Patrick Reichelt     | Philippinen | 2    |
| 8.  | Nguyễn Công Phượng   | Vietnam     | 2    |
| 8.  | Nguyễn Quang Hải     | Vietnam     | 2    |
| 8.  | Nguyễn Tiến Linh     | Vietnam     | 2    |

## Auszeichnungen
- Most Valuable Player:
  -  Chanathip Songkrasin
- Young Player of the Tournament:
  -  Pratama Arhan
- Top Scorer Award:
  -  Safawi Rasid,  Bienvenido Marañón,  Chanathip Songkrasin,  Teerasil Dangda
- Fair Play Award:
  -  Indonesien